# 北内停留場
北内停留場（きたうちていりゅうじょう）は、高知県吾川郡いの町北内にあるとさでん交通伊野線の路面電車停留場である。

## 歴史
北内停留場が開業したのは2007年（平成19年）1月。いの町北内地区に複合商業施設「サニーアクシスいの店」が開業するにあたり、町より要請を受けた土佐電気鉄道（とさでん交通の前身）によって新設された停留場である。
土佐電気鉄道による停留場の新規開業は2000年（平成12年）の高知橋停留場以来7年ぶり、いの町内に限定すると1960年（昭和35年）の北山停留場以来47年ぶりのことであった。

### 年表
- 2007年（平成19年）1月10日：土佐電気鉄道の停留場として開業[3]。サニーアクシスいの店の開業は2月25日[2]。
- 2014年（平成26年）10月1日：土佐電気鉄道が高知県交通・土佐電ドリームサービスと経営統合し、とさでん交通が発足[4]。とさでん交通の停留場となる。

## 停留場構造
ホームは2面あり、東西方向に伸びる単線の軌道を挟み込むような配置をとる。ただし互いのホーム位置は斜向かいに離れていて、東にはりまや橋方面行き、西に伊野方面行きのホームがある。両方向とも安全地帯を設置できるよう、停留場の前後は軌道がクランク状に折れて南を並走する道路から少し距離をとっている。
ホームは車両1両分の上屋と折り畳み式のベンチを備え、側面と背面は安全柵で囲われる。道路との間は手すり付きのスロープで連絡し、バリアフリーにも対応している。また土佐電気鉄道の要請を受けて、停留場と商業施設の間を結ぶ屋根付きの通路と駐輪場がいの町により整備された。

## 停留場周辺
サニーアクシスいの店は停留場の北側。斜向かいに離れた両ホームの間を、店の敷地に出入りするための道路が横切っている。南は伊野線の軌道に並行して、国道33号と土讃線の線路が走る。
- ファッションセンターしまむら いの店
- ダイソー サニーアクシスいの店
- 無印良品 サニーアクシスいの

## 隣の停留場
とさでん交通
伊野線
伊野商業前停留場 - 北内停留場 - 北山停留場